# Peridesmia
Peridesmia is een geslacht van vliesvleugeligen uit de familie Pteromalidae. De wetenschappelijke naam van dit geslacht is voor het eerst geldig gepubliceerd in 1856 door Förster.

## Soorten
Het geslacht Peridesmia omvat de volgende soorten:
- Peridesmia congrua (Walker, 1835)
- Peridesmia discus (Walker, 1835)
- Peridesmia lentulus (Walker, 1839)
- Peridesmia montana Boucek, 1972